# Drejet (Kegnæs Sogn)
 For alternative betydninger, se Drejet. (Se også artikler, som begynder med Drejet)
Drejet, "E Drej" eller "Kegnæs Drej" er en naturlig dæmning eller smal landtange, som med landevej 427 forbinder det sydlige Als med halvøen Kegnæs. På tangens østside ud mod Lillebælt er der en god sandstrand. Mod vest ligger Lillehav, som er farvandet mellem Kegnæs og Als. I kolde vintre kan der ved Drejet opstå store isskruninger. 
Ved parkeringspladsen for enden af landtangen i nærheden af Kegnæs Fyr ligger voldanlægget "Kegborg" fra den tidlige Middelalder. Det blev bygget til forsvar mod Venderne og har været omgivet af volde og dobbelte grave, af hvilke der endnu ses tydelige spor. 